# 陶仲文
陶仲文（1475年—1560年），原名典真。明代湖北黄冈人。著名道士，獲嘉靖帝寵信。嘉靖二十年（1541年），進少师，兼少傅、少保。嘉靖三十九年（1560）去世。

## 簡介
少时在黃梅縣為吏，好神仙方術，受符水诀于罗田（今属湖北）万玉山。与邵元節为友。邵元节死前，向明世宗推荐陶仲文。世傳陶仲文教唆世宗用童女初月经血做原料，製作“元性纯红丹”給世宗服用，士人亦多用之。
與游擊江姓，號界石者善。江界石曾問命於仲文，仲文說：“你曾經殺害投降的盜匪，又殺害良民以報功，也曾經疑心部下僚屬對你不利，就暗中謀殺，這些屬實嗎？”界石支吾其口，辯稱大多數是被部下所誤。仲文說：“人知，上不知，鬼知，上帝已知。你的惡行已經被神明紀錄了，你當戰敗，被流放而死，死後屍體不爛。”後界石貪污事發，又戰敗，最後遭流放而死，全然應驗。
嘉靖帝对陶仲文極為宠信，“见则与上同坐绣礅，君臣相迎送，必于门庭握手方别”。在陶仲文的倡议下，嘉靖有毀佛之举。
兵部尚书谭纶曾向陶仲文學習，後來谭纶又傳授张居正御女術，最後張居正因此“日以枯瘠，亦不及下寿而殁”。